# Castillo de Freÿr
El castillo de Freÿr (Château de Freÿr) con sus jardines al estilo de Le Nôtre se encuentra en la margen izquierda del río Mosa, entre Waulsort y Dinant (provincia de Namur), en Bélgica. El conjunto conforma uno de los parajes naturales más celebrados de Bélgica. Ha sido clasificado como uno de los principales sitios patrimoniales de Valonia.

## Castillo
Freÿr, que se remonta a la Edad Media , fue una fortaleza cedida en feudo por el Conde de Namur a Jean de Rochefort Orjol en 1378. Su nieta Marie se casó con Jacques de Beaufort en 1410. Sus descendientes han conservado la propiedad hasta el presente.

## Exteriores

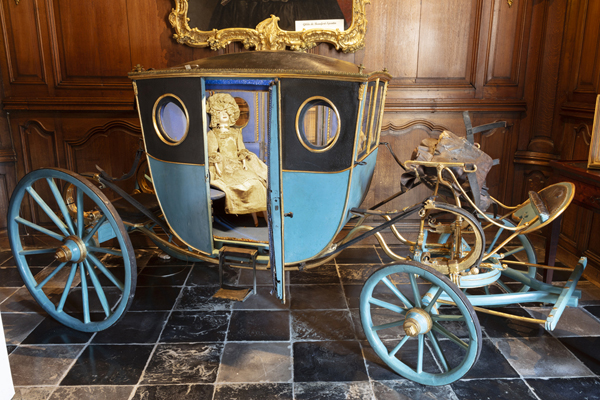
Carro de niño con muñeca. Castillo de Freÿr, Hastiere.. Bélgica.

El torreón fue destruido en 1554 por los franceses durante las guerras contra el emperador Carlos V. La parte más antigua del castillo actual, el ala este, fue construida en 1571 y es uno de los primeros ejemplos del Renacimiento mosano.
Durante el siglo XVII la casa se amplió con la adición de tres alas, formando un cuadrado con el ala original.
Alrededor de 1760, el ala sur fue derribada y reemplazada por una puerta de hierro forjado que recuerda a la obra Jean Lamour en Nancy, cerrando el patio interior para darle al castillo su apariencia actual.

## Interiores
El castillo es representativo del interior de una residencia de verano de un noble del siglo XVIII. Cuenta con muchos elementos originales, como la sala principal con pinturas murales de Frans Snyders y un techo cubierto por frescos de Luis XV, o la capilla con paneles de madera (boiserie) de estilo regencia y altar barroco.
Las habitaciones conservan muebles antiguos de los duques de Beaufort-Spontin, así como huellas históricas dejadas por invitados reales (Luis XIV de Francia, la archiduquesa Maria-Christina, hija mayor de la emperatriz María Teresa de Austria, el rey Estanislao I).
En Freÿr se firmó el Tratado del Café o Tratado de Freÿr (25 de octubre de 1675) entre Francia y España, y se negoció el Tratado de las Fronteras entre Francia y el Principado-Obispado de Lieja (1772). En la sala donde se firmó el tratado, se sirvió café por primera vez en Bélgica. En esa época, Luis XIV se quedaba en el castillo como invitado de Jeanne d'Harscamp, duquesa viuda de Beaufort-Spontin.

## Jardines
Según Francis Bonaert y Nathalie Harlez de Deulin como «los jardines de Freÿr constituyen el ejemplo más puramente francés conservado en Valonia».

## Galería

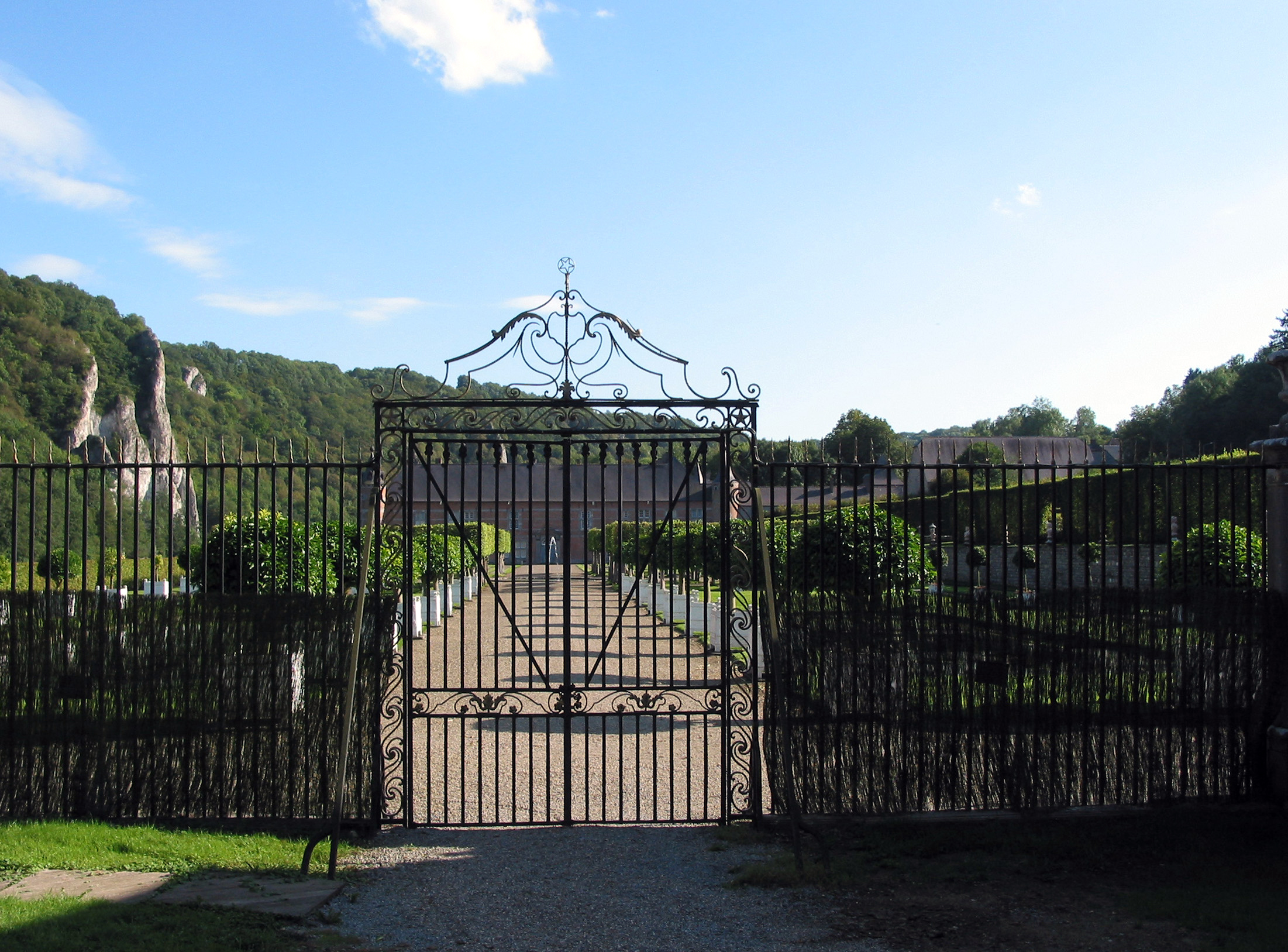
Château y jardines de Freÿr visto desde el norte
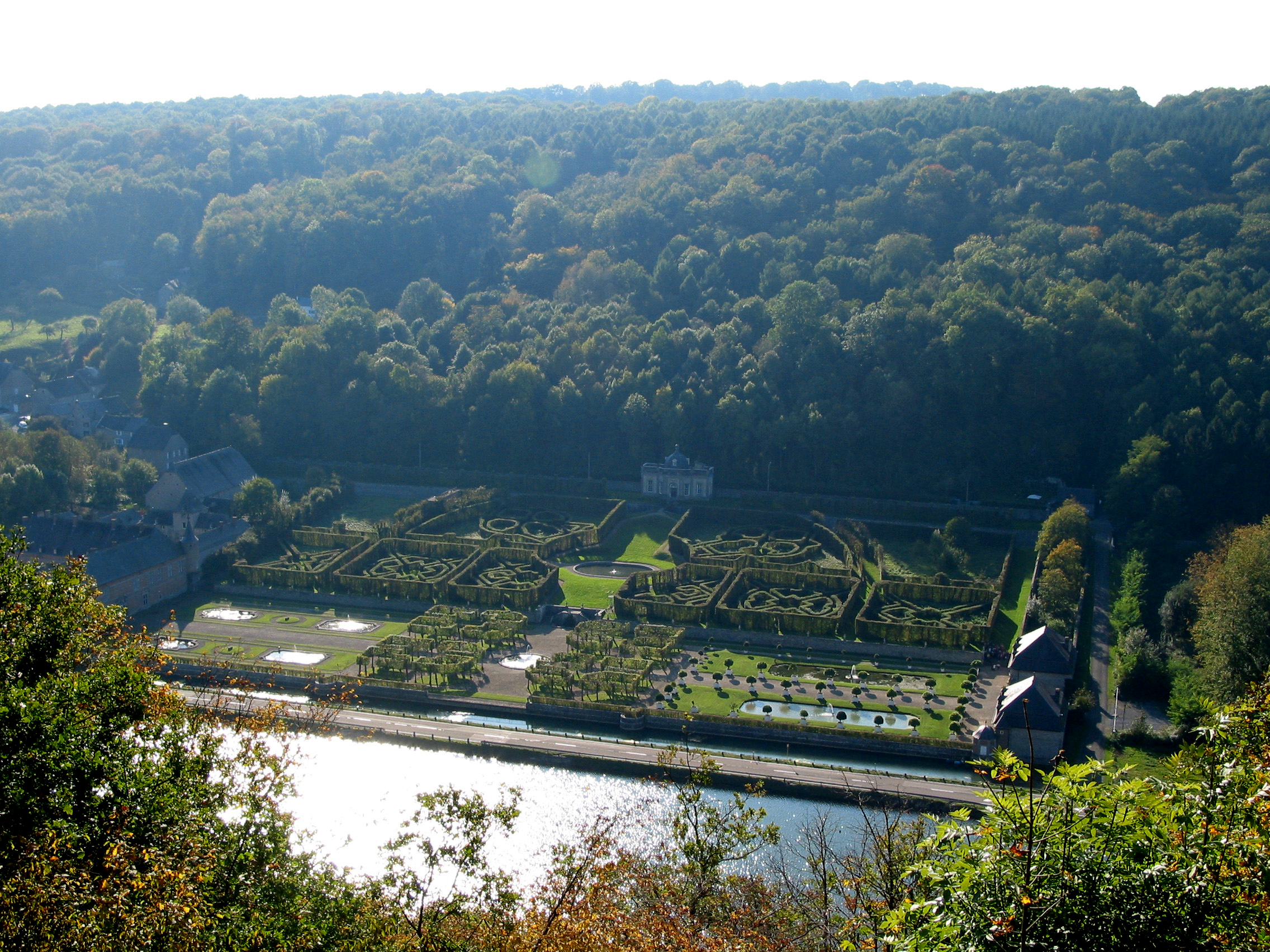
Château y jardines vistos desde las rocas (rocheres) de Freÿr
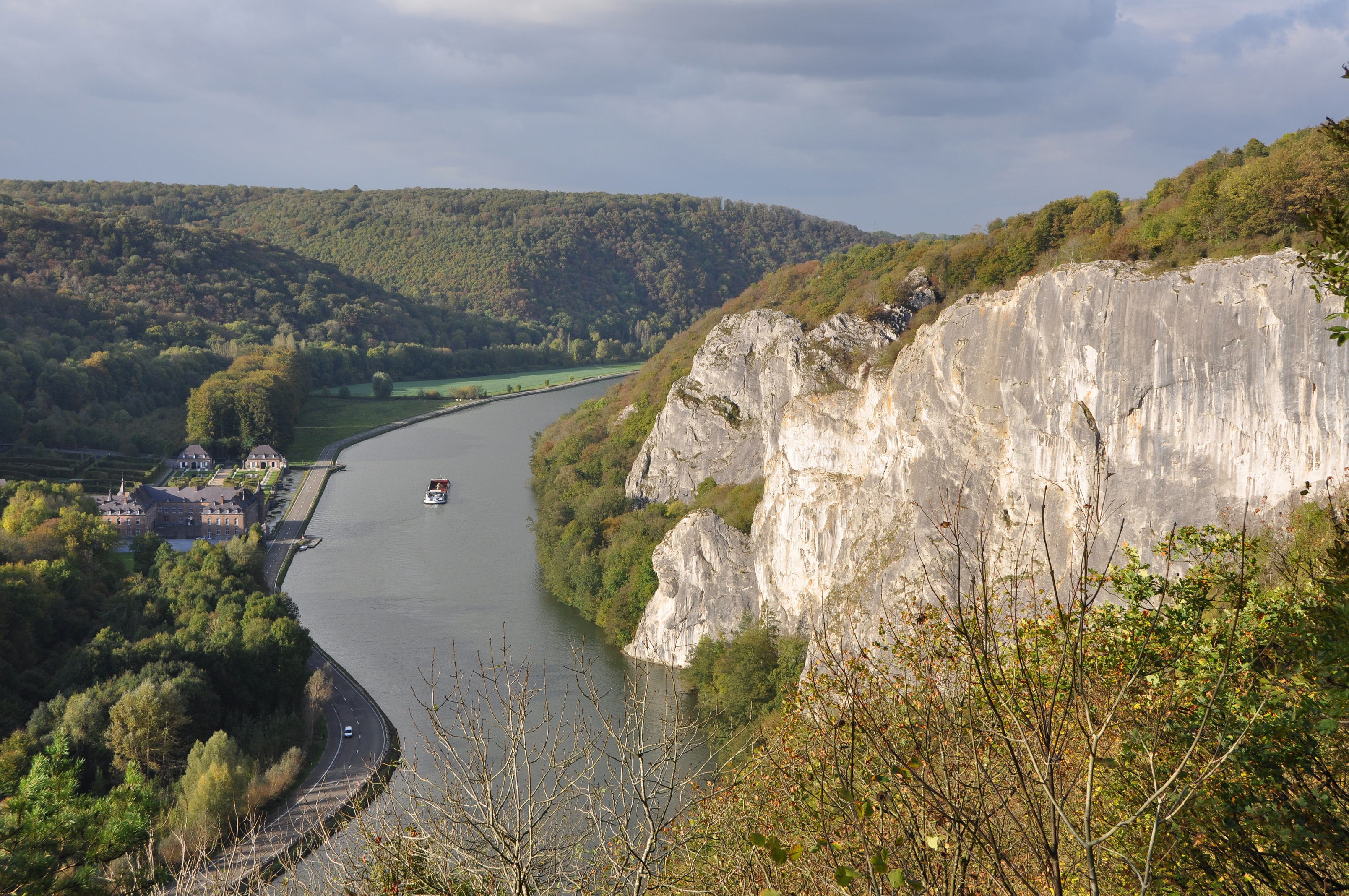
Sitio del castillo frente a las "Rochers de Freyr", de las que se dice que su parte inferior tiene forma de cabeza de león

## Cooperación
- Marksburg, Germany
- Château d'Oron, Switzerland
- Villa Rotonda, Italy
- Modave, Belgium